# Война Золотого Трона
Война Золотого Трона, известная также как Война Яаа Асантева, 8-я англо-ашантийская война, третья экспедиция Ашанти, Восстание Ашанти 1900 года — последняя война из серии конфликтов между британским правительством колонии Золотой Берег и Федерацией Ашанти, крупным государственным образованием, находящимся к тому времени под английским протекторатом.
Племена Ашанти были недовольны сложившейся после последнего конфликта ситуацией с фактическим захватом страны, однако катализатором для восстания послужила попытка захвата английским губернатором лордом Ходжсоном (Lord Hodqson) Золотого Трона Ашанти, являющегося местным символом власти и независимости. Капитан Армитаж был отправлен для выяснения, где находится Золотой Трон, и доставки его к губернатору. Однако ни в одной деревне люди ничего не говорили белым о своей реликвии. Дойдя до деревни Бэр, Армитаж застал там только детей, которые утверждали, что взрослые отправились на охоту. По приказу Армитажа детей начали избивать. Когда из укрытий появились взрослые, их схватили, связали и также били.
После войны Федерация Ашанти де-факто оставалась независима, однако с 1 января 1902 года она была аннексирована и включена в состав колонии Британский Золотой Берег. После того как в 1957 году колония Великобритании Золотой Берег получила независимость, первой из колоний южнее Сахары, территория Ашанти была включена в состав вновь созданного государства — Ганы. Эта война была последней войной в Африке, где одну из воюющих сторон возглавляла женщина.

## Жестокость британцев

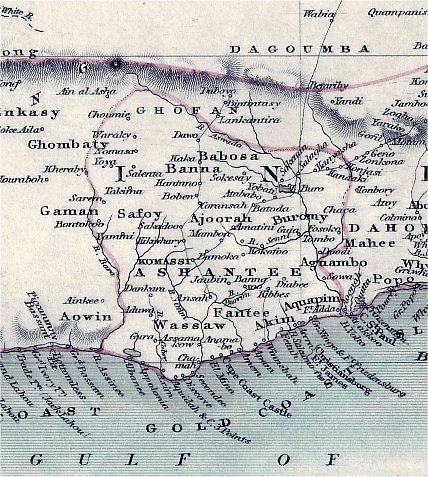
Карта Ашанти в XIX веке

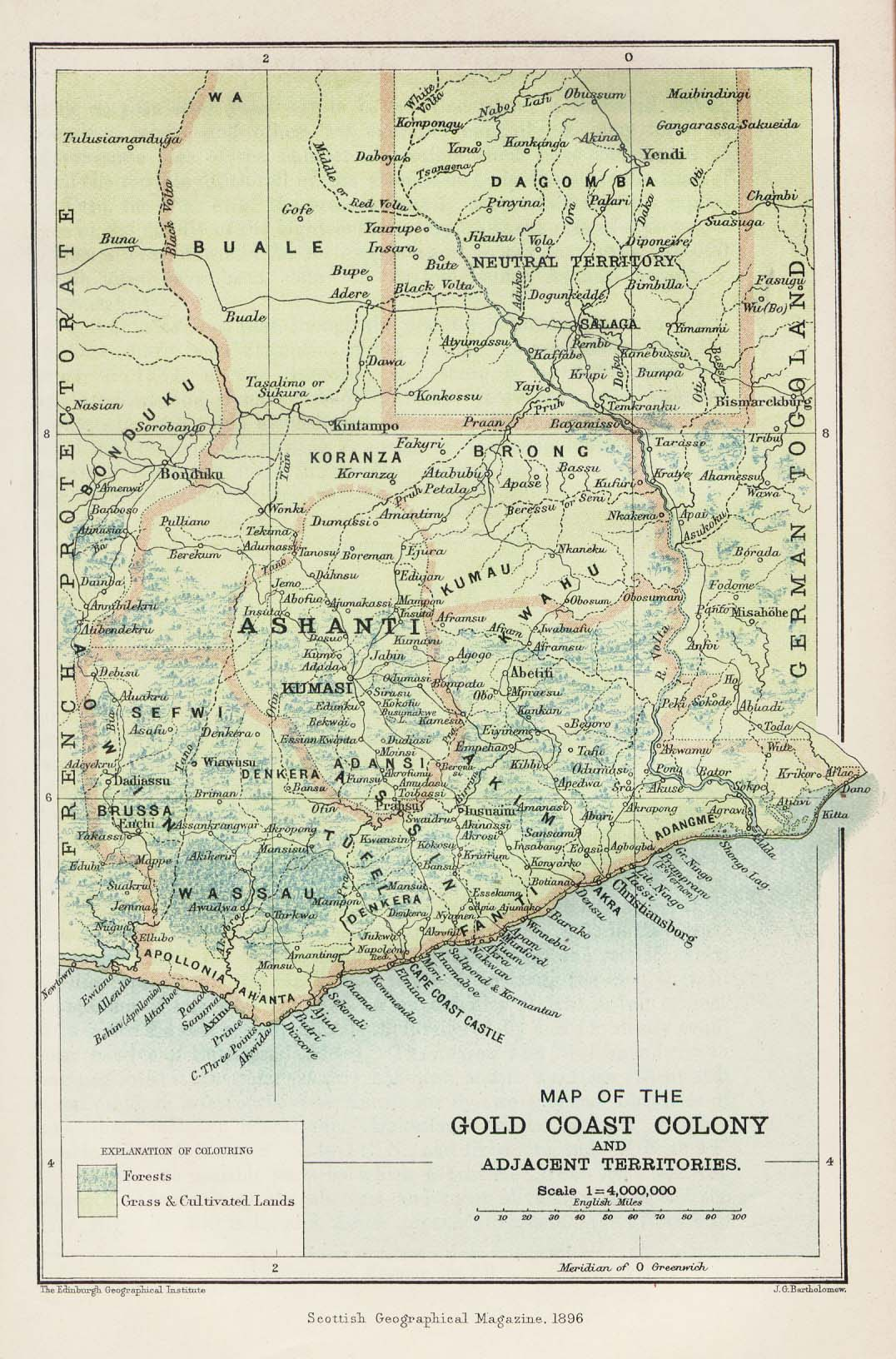
Карта Ашанти в 1896 году

Цитата из рассказа очевидца Квадво Афодо

Белый человек спросил у детей, где в деревне Бэр спрятан Золотой Трон. Он угрожал им, что их будут бить, если они не позовут взрослых из джунглей. Они отказались это делать. Если бы белому человеку хотелось избивать детей, ему придётся это делать. Дети знали, что белые пришли за Золотым Троном. Они не боялись быть избитыми. Поняв это солдаты начали их запугивать и избивать.
Эта жестокость спровоцировала Войну Золотого Трона, начавшуюся 28 марта 1900 года. Яаа Асантева мобилизовала войска племён ашанти и в течение трёх месяцев осаждала британскую миссию в форте в Кумаси. Только с помощью нескольких тысяч солдат и полевой артиллерии англичанам удалось снять осаду. Британцы грабили деревни, убивали местное население, захватывали земли, ставя выживших в зависимость от колониальной администрации. Также британцы захватили Королеву-Мать Еждису Яаа Асантева, которая вместе с окружением была сослана на Сейшельские острова. Большинство командиров восставших также попали в плен. Яаа Асантева умерла в изгнании 20 лет спустя. Тем не менее, сосланный ашантихене (правитель всех ашанти), Премпех I в конце концов вернулся в Ашанти живым и здоровым.
Золотой Трон был настолько важен для ашанти, что они позволили сослать ашантихене Премпеха I, лишь бы трон не был захвачен англичанами. Кроме того, после войны Ашанти провозгласили свою победу, потому что цель войны — защита Золотого Трона — была достигнута.

## Речи о Золотом Троне
Ходжсон отправился в Кумаси с небольшим отрядом британских солдат и местных рекрутов и прибыл туда 25 марта 1900 года. Ходжсон, которому при въезде в город были оказаны почести, взошёл на помост и выступил с речью перед лидерами Ашанти:
Речь, или точнее её перевод африканским переводчиком, содержала такие фразы:

Ваш правитель Премпех I находится в изгнании и не вернётся в Ашанти. Его власть и полномочия будут переданы представителям королевы Великобритании. По условия мирного договора Формена вы должны платить по 16 000 фунтов стерлингов в год. Поэтому ставится вопрос о Золотом Троне Ашанти. Королева имеет право на этот Трон и она его должна получить.

Где Золотой Трон? Я представляю верховную власть. Почему я сижу на простом стуле? Почему по случаю моего приезда в Кумаси вы не принесли Золотой Трон, для того чтобы я сидел на нём? Однако, будьте уверены, что пусть сейчас Золотой Трон не принадлежит правительству, оно будет управлять вами так же беспристрастно и справедливо, как если бы вы были его гражданами.
Не понимая значения Золотого Трона, генерал-губернатор Ходжсон не догадывался о том, какие последствия повлекут его слова; его предположение, что он — иноземец — должен сидеть на Золотом Троне, символе государственности Ашанти, много значащим для всех ашанти, для мёртвых и для ещё не родившихся, было слишком неуважительным для народа. Почти сразу же Королева-Мать Еджису (области в Федерации Ашанти) Яаа Асантева собрала мужчин, чтобы создать отряды для нападения на британцев и возвращения своего правителя — Ашантихене. Среди разъярённых поведением белых местных жителей нашлось много добровольцев, поэтому посланник Ходжсона — капитан Севил Армитаж и его люди, искавшие Золотой Трон в соседнем селении, попали в засаду и лишь внезапно начавшийся ливень позволил немногим выжившим отступить к британской миссии в Кумаси. Миссия представляла собой небольшой укреплённый частоколом форт, где расположились 18 европейцев, десятки метисов — работников колонии и порядка 500 представителей нигерийской народности хауса. В форте было 6 малых полевых орудий и 4 пулемёта Максима. Ашанти не были готовы к штурму и поэтому устроили длительную осаду, сделав лишь один приступ 29 апреля, закончившийся неудачей. Ашанти продолжили обстреливать защитников, перерезали телеграфные провода, блокировали поставки продовольствия, атаковали колонны, пытавшиеся разблокировать форт.
Поставки продуктов и медикаментов практически прекратились, поэтому болезни стали косить защитников форта. В это время (в июне 1900 года) подошёл ещё один отряд из 700 человек. Чтобы сохранить остатки продовольствия для слабых и больных, некоторые здоровые европейцы вместе с губернатором Ходжсоном, его женой и более чем сотней хауса покинули форт. Двенадцать тысяч абраде (воинов Ашанти) бросились в погоню за беглецами, которые имели фору в своей длинной дороге обратно к королевской колонии и поэтому смогли избежать встречи с основной части абрадов. Несколько дней спустя оставшиеся в живых после нападения абрадов поднялись на борт корабля из Аккры, где они получили наконец медицинскую помощь.

## Спасательная операция
Когда Ходжсон прибыл на побережье, 1000 человек, собранных из различных британских военных подразделений и полицейских сил, расположенных в Западной Африке, под командованием майора Джеймса Уиллкокса, вышли из Аккры. В ходе марша солдаты Уиллкокса отбили несколько хорошо защищённых фортов, которые занимали воины из союза племён Ашанти, самым крупным из них был форт в Кокофу, при взятии которого британцы понесли тяжёлые потери. Во время похода Уиллкокс приходилось постоянно преодолевать тяжёлые испытания, бороться с врагом на его территории и организовывать снабжение в условиях эффективной партизанской войны. В начале июля его силы прибыли в Беквай и подготовились для окончательного штурма Кумаси, который начался утром 14 июля 1900 года. Используя в качестве основной ударной силы воинов Йоруба из Нигерии, которые находились в составе пограничных войск, Уиллкокс взял четыре охраняемых частокола, наконец освободив форт вечером 15 июля, когда обитатели его находились всего в паре дней от капитуляции.
В сентябре, после летнего отдыха и ухода за больными и ранеными в ходе захвата Кумаси, Уиллкокс разослал летучие отряды в соседние районы, поддержавшие восстание. Его войска разгромили силы Ашанти в перестрелке на Обасси 30 сентября, а также уничтожили крепость и город Кокофу к северо-востоку от Беквай, где он ранее получил отпор, используя нигерийских солдат для охоты за бежавшими в леса ашанти, после того, как последние были разбиты. После штурма города капитан Чарльз Джон Меллисс был награждён Крестом Виктории за храбрость в атаке, единственный за всю кампанию, хотя ряд других должностных лиц получил Орден «За выдающиеся заслуги».

## Яаа Асантева
Яаа Асантева была Королевой-Матерью Еджису (области в Федерации Ашанти) (сейчас находится в центральной части современной Ганы). Тогда Золотой Берег был британским протекторатом. Британцы поддерживали свой протекторат за счёт налогов, собираемых в Федерации Ашанти с местного населения. Также колонизаторы захватили контроль над золотыми приисками Ашанти, лишив федерацию значительных доходов. Когда миссионеры стали создавать школы и вмешиваться в местные дела, ашанти почувствовали себя униженными англичанами.
Своей речью Яаа Асантева сплотила сопротивление колонизаторам:

Сейчас я вижу, что некоторые из вас боятся идти вперёд и бороться за нашего правителя. Во времена Осей Туту, Окомфо Аноки и Опоку Варе начальники не позволили бы захватить их правителя без единого выстрела. Ни один белый не мог себе позволить говорить с лидерами Ашанти так, как говорил губернатор этим утром. Неужто действительно храбрости Ашанти больше нет? Я не верю. Этого не может быть. Я должна сказать следующее: «Если вы, мужчины Ашанти, не пойдёте вперёд, то это сделаем за вас мы». Мы — женщины, сделаем это. Я призову наших женщин. Мы будем бороться с белыми мужчинами. Мы будем стоять на поле боя до последнего.

## ВозвращениеашантихенеПремпех IвАшанти
Тысячи людей, белых и чёрных, стекались к берегу, чтобы поприветствовать его. Они были глубоко разочарованы, когда стало известно, что не смогут увидеть Нана Премпеха, и что он должен был приземлиться в 5:30 вечера и сразу отправиться в Кумаси на специальном поезде. Через двадцать минут после прибытия поезда красивый автомобиль Нана Премпеха оказался в окружении людей. Было трудно создать условия и предпосылки для его возвращения. Красивый аристократично выглядящий человек в чёрном костюме и давно вышедшей из моды шляпе поднял руку на крики толпы. Этой благородной личностью был Нана Премпех.

## Последствия
Ашанти потерпели поражение в бою, но выиграли войну. Несмотря на то, что Кумаси оказался включён в состав Британской империи, Ашанти в значительной степени сохранили свою автономию. Цель войны — защита Золотого Трона от британцев — была достигнута. Тем не менее, в следующем году многие лидеры Ашанти, включая Королеву-Мать Яаа Асантева, были арестованы и сосланы на Сейшельские острова, откуда им не позволяли вернуться на протяжении четверти века. За этот срок многие, в том числе сама Яаа Асантева, умерли. В городе Кумаси до сих пор сохраняется военный мемориал и несколько больших зданий колониальной эпохи, хотя он, вместе с остальными частями Золотого Берега, в конечном счёте были включены в состав Ганы.
Британцы никогда так и не захватили Золотой Трон. Он был спрятан в глубине джунглей во время войны, и несмотря на все усилия колониальной администрации его не удавалось обнаружить до 1920 года. Тогда он был случайно найден несколькими рабочими, которые оторвали золотые пластины, украшавшие Трон, лишив его «силы» в глазах племён ашанти. Рабочие были приговорены к смертной казни судом Ашанти, в юрисдикции которого они находились, однако вмешалась колониальная администрация, и казнь заменили ссылкой. Война стоила англичанам и их союзникам в общей сложности 1007 человек безвозвратных потерь. Среди племён Ашанти число погибших оценивается в 2000 человек.